# ناینتی سیکس (کارولینای جنوبی)
ناینتی سیکس(به انگلیسی: Ninety Six) شهری در ایالت کارولینای جنوبی کشور ایالات متحده آمریکا است که جمعیت آن در سرشماری سال ۲۰۱۰ میلادی، ۱٬۹۹۸ نفر بوده‌است.